# Сова, Антонин
Антонин Сова (чеш. Antonín Sova; 26 февраля 1864, Пацов — 16 августа 1928, там же) — чешский поэт и писатель.

## Жизнь и творчество
А. Сова родился в семье сельского учителя. Гимназическое образование получал в Пелгржимове, Таборе и Писеке. Затем изучал право в Праге, но из-за недостатка средств вынужден был прервать дальнейшее образование. В 1886 году Сова сотрудничает при составлении Научного словаря Отто, в 1887 он занимал место писаря в управлении по охране здоровья при пражском магистрате. В 1882 совершает путешествие по Италии. В 1895 он становится одним из подписантов Česká moderna, манифеста чешских писателей. С 1898 по 1920 год А.Сова — директор Пражской городской библиотеки. В этот период он совершает ознакомительные поездки по Германии и Бельгии. В середине 1920-х годов писатель тяжело заболевает, болезнь приводит постепенно к параличу.
Большое влияние на поэтическое творчество А.Совы оказали произведения поэта Ярослава Вхрлицкого, с дочерьми которого Сова был дружен. Первые свои стихотворения он пишет ещё во время учёбы в школе и под псевдонимом Илья Георгов. По совету Ярослава Вхрлицого и Адольфа Гейдука, Сова работает над энциклопедическим словарём Отто. Позднее входит в художественную группу Майские (Májovci) и в круг литераторов из Беседы художников (Umělecká beseda). Ранние стихотворения А. Совы написаны в символистском и импрессионистском стилях. Позднее создаёт лирические стихотворения, полные любви к родной природе, а также социально-критические и патриотические произведения. Кроме поэтических работ, А. Сова написал два романа и историческую новеллу Pankrác Budecius — из сельской жизни XVIII столетия.

## Сочинения

### Поэзия
- Realistické sloky (1890), реалистический сборник
- Lyrika lásky a života
- Květy intimních nálad (1891), импрессионистская поэзия о природе
- Z mého kraje (1893), импрессионистская поэзия о природе
- Soucit i vzdor (1894)
- Zlomená duše (1896), символистская лирика
  - impresionismus
- Vybouřené smutky (1897), символистская лирика
- Údolí nového království (1900)
- Ještě jednou se vrátíme (1900), символистская лирика
- Dobrodružství odvahy
- Zápasy a osudy
- Zpěvy domova (1918), антивоенная поэзия, вызванная Первой мировой войной
- Drsná láska (1927), импрессионистская поэзия
- Krvácející bratrství (1920)
- Básníkovo jaro (1921)
- Jasná vidění (1922)
- Básně nesobeckého srdce (1922)
- Naděje a bolesti (1924)
- Krvácející bratrství — антивоенные, революционные стихи
- Vrchol lásky

### Проза
- Ivův román
- Pankrác Budecius, kantor
- Výpravy chudých (1903)
- O milování, lásce a zradě (1909)
- Tóma Bojar (1910)